# Rana omeimontis
Rana omeimontis är en groddjursart som beskrevs av Ye, Fei in Ye, Fei och Hu 1993. Rana omeimontis ingår i släktet Rana och familjen egentliga grodor. IUCN kategoriserar arten globalt som livskraftig. Inga underarter finns listade i Catalogue of Life.